# Canville-les-Deux-Églises
Pour l’article homonyme, voir Canville-la-Rocque.
Canville-les-Deux-Églises est une commune française située dans le département de la Seine-Maritime en région Normandie.

## Géographie

### Localisation
| Bourville  |                           | Autigny                   |
| Héberville | Canville-les-Deux-Églises | Brametot                  |
| Gonzeville | Bénesville                | Bretteville-Saint-Laurent |

### Hydrographie
La commune est située dans le bassin Seine-Normandie. Elle n'est drainée par aucun cours d'eau,.

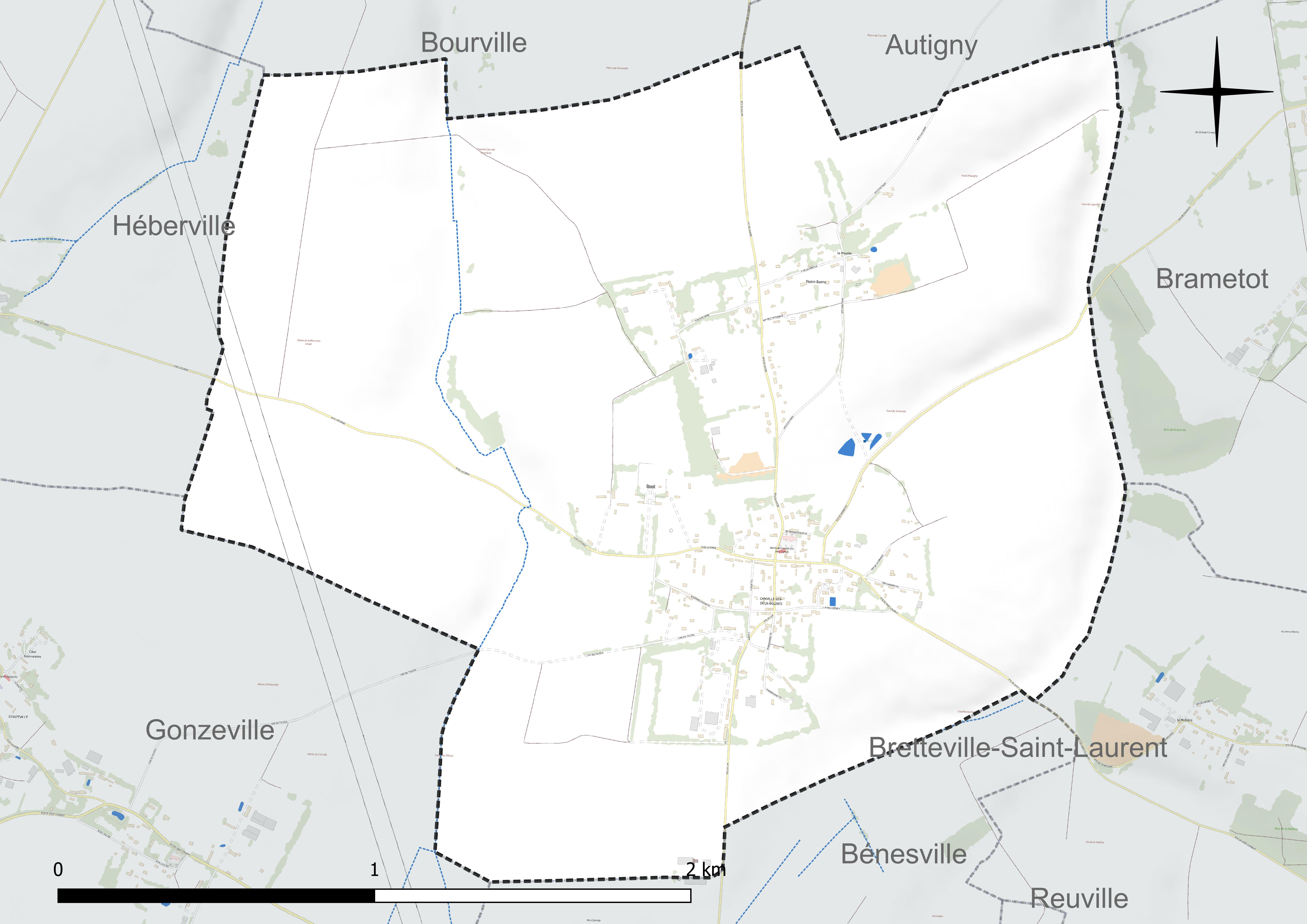
Réseau hydrographique de Canville-les-Deux-Églises.

### Climat
Pour des articles plus généraux, voir Climat de la Normandie et Climat de la Seine-Maritime.
En 2010, le climat de la commune est de type climat océanique franc, selon une étude du CNRS s'appuyant sur une série de données couvrant la période 1971-2000. En 2020, Météo-France publie une typologie des climats de la France métropolitaine dans laquelle la commune est exposée à un climat océanique et est dans la région climatique Côtes de la Manche orientale, caractérisée par un faible ensoleillement (1 550 h/an) ; forte humidité de l’air (plus de 20 h/jour avec humidité relative > 80 % en hiver), vents forts fréquents. Parallèlement le GIEC normand, un groupe régional d’experts sur le climat, différencie quant à lui, dans une étude de 2020, trois grands types de climats pour la région Normandie, nuancés à une échelle plus fine par les facteurs géographiques locaux. La commune est, selon ce zonage, exposée à un « climat maritime », correspondant au Pays de Caux, frais, humide et pluvieux, légèrement plus frais que dans le Cotentin.
Pour la période 1971-2000, la température annuelle moyenne est de 10,4 °C, avec une amplitude thermique annuelle de 13,3 °C. Le cumul annuel moyen de précipitations est de 956 mm, avec 13,6 jours de précipitations en janvier et 8,8 jours en juillet. Pour la période 1991-2020, la température moyenne annuelle observée sur la station météorologique la plus proche, située sur la commune d'Ectot-lès-Baons à 14 km à vol d'oiseau, est de 10,8 °C et le cumul annuel moyen de précipitations est de 905,5 mm,. Pour l'avenir, les paramètres climatiques de la commune estimés pour 2050 selon différents scénarios d’émission de gaz à effet de serre sont consultables sur un site dédié publié par Météo-France en novembre 2022.

## Urbanisme

### Typologie
Au 1er janvier 2024, Canville-les-Deux-Églises est catégorisée commune rurale à habitat dispersé, selon la nouvelle grille communale de densité à sept niveaux définie par l'Insee en 2022.
Elle est située hors unité urbaine et hors attraction des villes,.

### Occupation des sols
L'occupation des sols de la commune, telle qu'elle ressort de la base de données européenne d’occupation biophysique des sols Corine Land Cover (CLC), est marquée par l'importance des territoires agricoles (95,1 % en 2018), une proportion identique à celle de 1990 (95,1 %). La répartition détaillée en 2018 est la suivante : 
terres arables (82,1 %), prairies (13 %), zones urbanisées (4,9 %). L'évolution de l’occupation des sols de la commune et de ses infrastructures peut être observée sur les différentes représentations cartographiques du territoire : la carte de Cassini (XVIIIe siècle), la carte d'état-major (1820-1866) et les cartes ou photos aériennes de l'IGN pour la période actuelle (1950 à aujourd'hui).

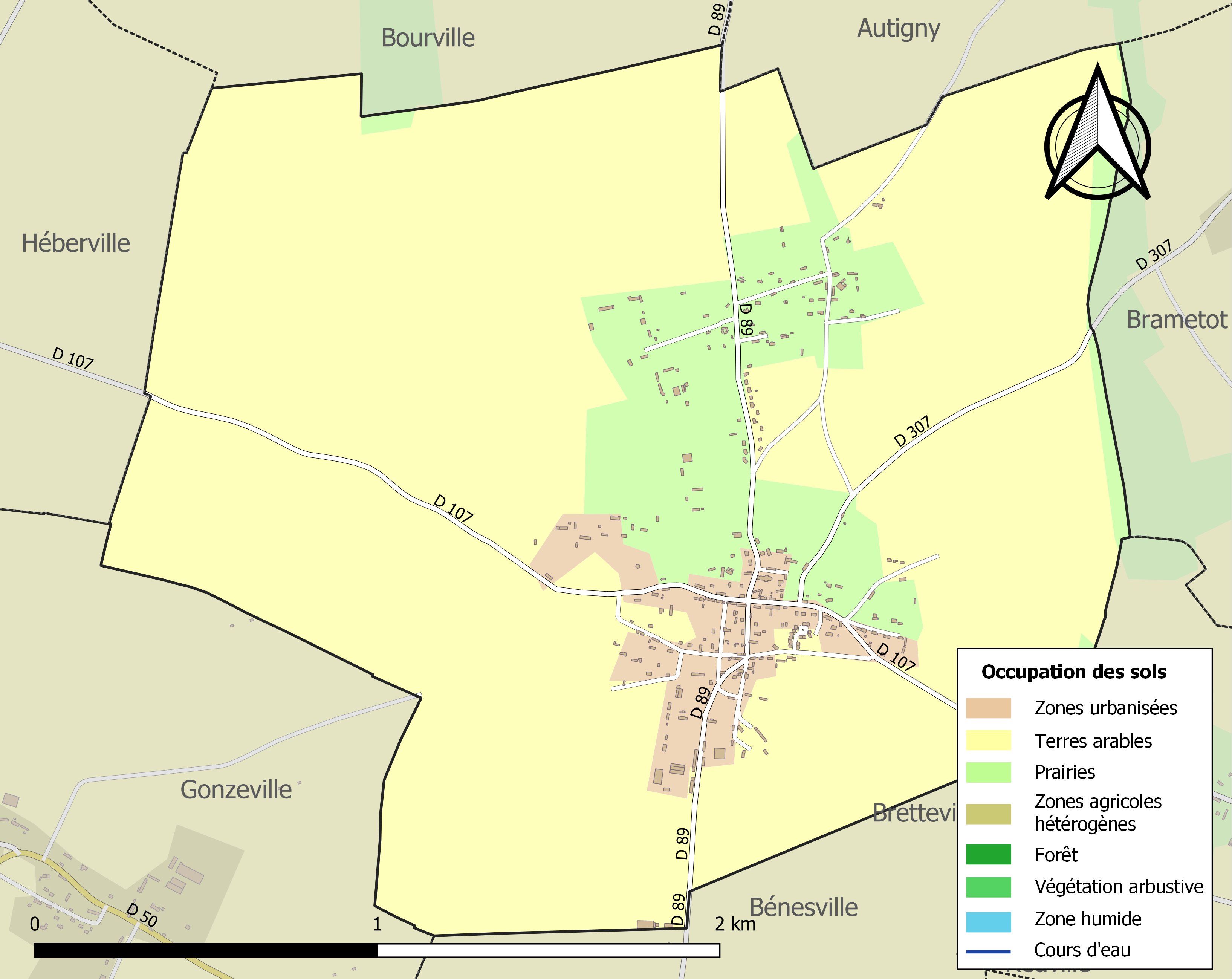
Carte des infrastructures et de l'occupation des sols de la commune en 2018 (CLC).

## Toponymie
Le nom de la localité est attesté sous les formes Canvilla en 1149 et en 1172 ; Camvilla en 1153 ; de Camvilla en 1170 (Archives départementales de la Seine-Maritime, 9 H 4 n. 336) ; Caumvilla en 1170 et en 1172, de Canville en 1380 (Arch. S.-M., E fds. Danquin) ; Canville en 1427 (Arch. S.-M., tab. Rouen reg. 24, f. 66) ; Canville en Caux en 1428 (Arch. S.-M. 27 H) ; Ecc. Beate Marie de Canville en 1502 (Arch. S.-M., G 9492) ; Ecc. Beati Martini de Canville en 1547 (Arch. S.-M. E-Etat civil) ; Sanctus Martinus de Canville en 1564 (Arch. S.-M. G 850)
Saint Martin de Canville  et Notre-Dame de Canville en 1648 (Pouillé) ; Notre-Dame et Saint Martin de Canville en 1757 (Cassini) ; Canville en 1793 ; Canville-les-Deux-Églises en 1801.
Il s'agit d'une formation toponymique médiévale en -ville (élément issu du gallo-roman villa « domaine rural »). L'identification du premier élément ne fait pas l'unanimité parmi les spécialistes.
- Albert Dauzat, sans citer (et donc sans connaître) de formes anciennes, y voit un nom de personne d'origine germanique Cano, soit « le domaine rural de Cano »[18]. Cette explication est difficilement compatible avec les formes du 12e connues aujourd'hui[17].
- Jean Adigard des Gautries et Fernand Lechanteur voient clairement que les formes en Caun- peuvent présupposer l'amuïssement d'une dentale ([t] ou [d]) entre les deux voyelles, mais n'arrivent pas à percer le secret du premier élément[19],[17].
- Marie-Thérèse Morlet identifie l'initiale Cam- / Caun- au nom de personne d'origine gallo-romaine Catonus, Catunus. Il s'agit d'un anthroponyme dérivé de Cato (radical Caton-), lui-même formé sur le cognomen latin Catus issu de l'adjectif catus « aigu, pointu », puis « fin, pénétrant », d'où  « habile, avisé »[17].
- François de Beaurepaire considère le premier élément comme indéterminé[14].
- Ernest Nègre propose avec des réserves, le nom de personne scandinave Skamel[20]. Cette solution est elle aussi difficilement conciliable avec les premières attestations du toponyme, que l'auteur cite pourtant[17].
- René Lepelley n'arrive pas à se décider, et reprend, faute de mieux, les deux dernières opinions : élément indéterminé, mais peut-être le nom de personne scandinave Skanel[21],[17].

Le problème posé par ce toponyme est le suivant : les formes anciennes conviennent parfaitement, d'un point de vue phonétique, au nom de personne gallo-romain Catonus, Catunus, proposé par Marie-Thérèse Morlet. Malheureusement, les noms de lieux en -ville commencent à apparaître en Normandie vers les VIIe – VIIIe siècles, époque à laquelle les noms gallo-romains sont déjà supplantés en toponymie par les noms d'origine germanique. C'est la raison pour laquelle les autres spécialistes se sont évertués à chercher dans cette direction; mais les propositions qu'ils ont faites pèchent du côté de la phonétique.
En fait, il existe un petit nombre de toponymes en -ville formés avec des noms gallo-romains. François de Beaurepaire signale par exemple dans la Manche l'existence du lieu-dit Cloville < *Claudii villa « le domaine rural de Claudius » tout près de Clouay < °CLAUDIACU « (le domaine) de Claudius », tous deux formés sur ce nom de personne gallo-romain. L'apparition réelle des noms en -ville, nécessairement antérieure à leurs premières notations par écrit, a dû coïncider avec la fin des noms en -ACU, rendant possible une occasionnelle explication par un nom d'origine gallo-romaine. C'est la raison pour laquelle l'hypothèse de Marie-Thérèse Morlet semble la plus vraisemblable, d'où le sens probable de « domaine rural de Catonus / Catunus » pour le nom de Canville.
Le qualificatif « les deux églises » se réfère aux deux anciens lieux de cultes Saint Martin et Sainte Marie. Seul subsiste l'église Saint-Martin.

## Histoire
Jusqu'à la Révolution, c'est une haute et puissante seigneurie, titre d'une des doyennetés du Pays de Caux. Elle fait partie de la terre de Cany-Caniel. La prison féodale, le carcan et le gibet de la haute-justice de Cany se trouvaient à Canville.
Au XIIIe siècle, le doyenneté de Canville compte 53 paroisses, 1 700 habitants et possède un marché hebdomadaire. Son patrimoine actuel est son église et son château, une ancienne forge, le presbytère bâti par le curé architecte Isaac Nion et une mairie-école qui date de la fin du XIXe siècle.

## Politique et administration
| Période                                  | Période                    | Identité        | Étiquette | Qualité                                    |
| ---------------------------------------- | -------------------------- | --------------- | --------- | ------------------------------------------ |
| Les données manquantes sont à compléter. |                            |                 |           |                                            |
|                                          |                            | Gérard Ducastel |           |                                            |
|                                          |                            | Jean Voisin     |           |                                            |
| Les données manquantes sont à compléter. |                            |                 |           |                                            |
| mars 2008                                | 2014                       | Michel Marais   |           |                                            |
| 2014                                     | En cours (au 10 août 2020) | Josiane Cerveau |           | Retraitée Réélue pour le mandat 2020-2026, |

## Démographie
L'évolution du nombre d'habitants est connue à travers les recensements de la population effectués dans la commune depuis 1793. Pour les communes de moins de 10 000 habitants, une enquête de recensement portant sur toute la population est réalisée tous les cinq ans, les populations de référence des années intermédiaires étant quant à elles estimées par interpolation ou extrapolation. Pour la commune, le premier recensement exhaustif entrant dans le cadre du nouveau dispositif a été réalisé en 2006.

En 2022, la commune comptait 307 habitants, en évolution de −5,83 % par rapport à 2016 (Seine-Maritime : +0,35 %, France hors Mayotte : +2,11 %).
| 1793 | 1800 | 1806 | 1821 | 1831  | 1836  | 1841  | 1846  | 1851  |
| ---- | ---- | ---- | ---- | ----- | ----- | ----- | ----- | ----- |
| 980  | 955  | 934  | 971  | 1 018 | 1 017 | 1 045 | 1 035 | 1 007 |

| 1856 | 1861 | 1866 | 1872 | 1876 | 1881 | 1886 | 1891 | 1896 |
| ---- | ---- | ---- | ---- | ---- | ---- | ---- | ---- | ---- |
| 970  | 925  | 859  | 810  | 780  | 715  | 652  | 571  | 495  |

| 1901 | 1906 | 1911 | 1921 | 1926 | 1931 | 1936 | 1946 | 1954 |
| ---- | ---- | ---- | ---- | ---- | ---- | ---- | ---- | ---- |
| 437  | 409  | 471  | 402  | 415  | 366  | 343  | 353  | 356  |

| 1962 | 1968 | 1975 | 1982 | 1990 | 1999 | 2006 | 2011 | 2016 |
| ---- | ---- | ---- | ---- | ---- | ---- | ---- | ---- | ---- |
| 305  | 248  | 216  | 195  | 239  | 299  | 301  | 333  | 326  |

| 2021 | 2022 | - | - | - | - | - | - | - |
| ---- | ---- | - | - | - | - | - | - | - |
| 313  | 307  | - | - | - | - | - | - | - |

## Culture locale et patrimoine

### Lieux et monuments
L'église Saint-Martin existe déjà au XIIIe siècle et forme une seule et même cure avec l'église Notre-Dame, aujourd'hui disparue. Le clocher date du XVIe, le reste a été reconstruit au XVIIIe, en grès. L'église conserve des vitraux du XIXe, des fonts baptismaux, un aigle-lutrin du XIIe et une plaque en bois sculptée par Fred Raoul Duval du Havre. Une litre funéraire trouvée sur les murs de la chapelle Nord de l'église lors de travaux de maçonnerie effectués en 2011 représente le blason de la famille Bec-de-Lièvre, seigneurs de Cany.
Le château : en brique et silex, du XVIIe siècle, la demeure a subi d'importantes modifications à la fin du XIXe siècle. Elle a été la propriété de la famille Duperron, du marquis de Quirrieu en 1733, de la famille Prier d'Hattenville, puis aux familles Bourdel et Lerebourg. Le pignon Nord est le plus ancien, et deux lions de pierre surmontent les piliers de l'entrée principale.
Il y avait deux écoles autrefois à Canville. L'une, l'école Macré, qui a abrité une classe de CM2 rattachée a l école de Saint-Laurent-en-caux de 2013 à 2018, l'autre la fondation Roger Douville, agriculteur devenu célèbre sculpteur sur bois précieux

### Personnalités liées à la commune
- Eugène Julien (1856-1930), évêque d'Arras - né à Canville-les-Deux-Églises en 1856 et mort à Arras en 1930. Ordonné prêtre à Rouen en 1881, curé de la paroisse Notre-Dame du Havre puis évêque d'Arras en 1917, il fut surnommé « l'évêque de la reconstruction ». Élu membre de l'Académie des sciences morales et politiques en 1925.
- Roger Douville, né à Bourville le 28-08-1915 mort à Canville-les-Deux-Églises le 21-06-1981. Ami d'enfance de Bourvil. Destiné à une carrière d'agriculteur, ce n'est qu'en 1940 dans les camps de prisonniers qu'il découvrira son don pour la sculpture. Devenu un des « rois » de la sculpture sur bois, ses œuvres sont exposées dans une dizaine de pays. Il a aussi été en 1978 un des initiateurs de l'association artistique AYAC d'Yvetot.
- Armand Désiré Savalle : le 12 ventôse an II de la République française est né à Canville-les-Deux-Églises, Armand Désiré Savalle, mort à Lille le 18 avril 1864. Ingénieur inventeur, il construisit le premier appareil de distillation à travail continu au moment où s'introduisit en France la culture de la betterave et l'industrie du sucre. Il amassa une fortune considérable.